# Stazione di Hikifune
La stazione di Hikifune (曳舟駅?, Hikifune-eki) è una stazione ferroviaria situata nel quartiere di Sumida, a Tokyo, in Giappone, ed è servita dalle linee Sky Tree e Kameido delle Ferrovie Tōbu.

## Linee
Ferrovie Tōbu
● Linea Tōbu Isesaki (Linea Tōbu Sky tree)
● Linea Tōbu Kameido

## Struttura
La stazione, realizzata su viadotto, è dotata di due marciapiedi a isola e uno laterale con cinque binari totali.
| 1-2 | ● Linea Tōbu Sky Tree | per Asakusa                                         |
| 3-4 | ● Linea Tōbu Sky Tree | per Kita-Senju, Tōbu Dōbutsukōen, Kuki e Tōbu Nikkō |
| 5   | ● Linea Tōbu Isesaki  | per Kameido                                         |

## Stazioni adiacenti
| «                  | Servizio               | »                  |
| Linea Tōbu Isesaki | Linea Tōbu Isesaki     | Linea Tōbu Isesaki |
| ------------------ | ---------------------- | ------------------ |
| Tōkyō Sky Tree     | Locale                 | Higashi-Mukōjima   |
| Tōkyō Sky Tree     | Semiespresso sezionale | Higashi-Mukōjima   |
| Tōkyō Sky Tree     | Espresso sezionale     | Higashi-Mukōjima   |
| Oshiage            | Espresso               | Kita-Senju         |
| Oshiage            | Semiespresso           | Kita-Senju         |
| Transito           | Rapido                 | Transito           |
| Transito           | Rapido sezionale       | Transito           |
| Linea Tōbu Kameido |                        |                    |
| Capolinea          | Locale                 | Omurai             |